# Marie-Élisabeth Lacalle
Pour les articles homonymes, voir Lacalle.
Marie-Élisabeth Lacalle dite Sœur Saint-Cybard est une religieuse française née en 1885. En 1944, pendant la Seconde Guerre mondiale, elle cache une petite juive près de Confolens. Le 7 novembre 2010, elle est reconnue Juste parmi les nations par l'État d'Israël. Elle meurt en 1969, à l'âge de 84 ans.